# 布德基 (馬涅維奇區)
51°13′20″N 25°44′31″E / 51.22222°N 25.74194°E
布德基（烏克蘭語：Будки）是烏克蘭西部的村莊，隸屬沃倫州的卡明-卡希爾斯基區。該村始建於1577年，面積11.16平方公里，2001年人口446，人口密度每平方公里40人。